# Henry Grattan Nolan
Pour les articles homonymes, voir Nolan.
Henry Grattan Nolan (5 mai 1893-8 juillet 1957) est un avocat canadien de l'Alberta. Il est le premier juge albertain nommé à la Cour Suprême du Canada.

## Biographie
Né à Calgary dans les Territoires du Nord-Ouest, Nolan reçoit un Bachelor of Arts de l'Université de l'Alberta en 1914 et obtient une bourse Rhodes en 1915. Engagé lors de la Première Guerre mondiale, il est récompensé de la Croix militaire (MC) en 1918. Durant le conflit, il est blessé à Cambrai en France.
Après la guerre, il complète un second Bachelor of Arts de l'University College d'Oxford en 1921. Il est par la suite nommé au barreau de l'Angleterre et de l'Alberta. Il retourne à Calgary où il pratique le droit en association avec la firme Bennett, Hannah & Sanford (en), fondé par R. B. Bennett.
Pendant la Seconde Guerre mondiale, il sert comme adjoint au juge-avocat général de l'Armée canadienne. De 1945 à 1948, il est procureur au Tribunal militaire international pour l'Extrême-Orient à Tokyo. En 1946, il est fait commandant de l'ordre de l'Empire britannique.
Le 1er mars 1956, il est nommé à la Cour Suprême du Canada et brièvement jusqu'à son décès en 1957 à l'âge de 64 ans.
Selon son ami et successeur à la Cour suprême, Ronald Martland, Nolan n'entretenait pas de bonne relation avec son père, Paddy Nolan en raison de son alcoolisme.